# Antilabè
L’antilabè (du grec ancien : ἀντιλαβή « anse, poignée » puis « prise » puis enfin « motif d’objection, reproche ») est une figure de rhétorique employée en poésie et particulièrement dans le théâtre versifié. Il y a antilabè lorsqu'un même vers est morcelé en deux ou plusieurs répliques de deux ou plusieurs personnages ou voix. Cette figure est proche de la stichomythie ; un cas particulier d’antilabè est d’ailleurs l’hémistichomythie. Elle produit un effet plus vif encore que cette dernière : l’échange entre personnages y est plus rapide, gagne parfois en intensité ou en émotion, et dégage une impression de spontanéité accrue de la part des personnages. On peut distinguer une antilabè bipartite, tripartite, quadripartite, etc. Malgré ce morcellement, le mètre et le système des rimes sont conservés. On décale le texte typographiquement pour montrer le prolongement du vers.

## Théâtre antique
L’antilabè figure dans presque toutes les pièces de Sophocle et d’Euripide. Cette technique est bien adaptée aux scènes les plus intenses émotionnellement, dans lesquelles un locuteur contredit ou confirme à plusieurs reprises les idées d'un autre. Dans les pièces d’Eschyle, à l’exception peut-être du Prométhée enchaîné (v. 980), ce phénomène ne se produit pas.
Dans l’Œdipe de Sophocle, par exemple, lorsque Créon s’empare d’Antigone (v. 832), une strophe lyrique excitée multiplie les moments d’antilabè, auxquelles participent Œdipe, Créon et le chœur. Dans Electre (vv. 1502-1503), l’antilabè se produit alors qu’Oreste essaie d'inciter Égisthe à entrer dans la maison pour qu’Oreste puisse le tuer. L’antilabè est souvent utilisée, avec une liberté particulière, dans les dernières pièces d'Euripide.

## Théâtre français
Corneille, Le Cid, 1637, v. 855
- CHIMÈNE

Hélas !
- RODRIGUE

Écoutez-moi.
- CHIMÈNE

Je me meurs.
- RODRIGUE

Un moment.
En 1666, Le Misanthrope de Molière fait usage de l’antilabè, comme ici (acte II, scène 3) avec deux vers morcelés en quatre parties chacun :
- CÉLIMÈNE

Où courez-vous?
- ALCESTE

Je sors.
- CÉLIMÈNE

Demeurez.
- ALCESTE

Pour quoi faire?
- CÉLIMÈNE

Demeurez.
- ALCESTE

Je ne puis.
- CÉLIMÈNE

Je le veux.
- ALCESTE

Point d'affaire.
En 1897, Cyrano de Bergerac de Rostand enchaîne les moments d’antilabè, ici (acte III, à cheval sur les scènes I et II) en trois, six et deux parties : 
- CYRANO, entrant dans la maison.

Bien ! bien ! bien !
(De Guiche paraît.)
Scène II
ROXANE, DE GUICHE, LA DUEGNE à l’écart.
- ROXANE, à de Guiche, lui faisant une révérence.

Je sortais.
- DE GUICHE

Je viens prendre congé.
- ROXANE

Vous partez ?
- DE GUICHE

Pour la guerre.
- ROXANE

Ah !
- DE GUICHE

Ce soir même.
- ROXANE

Ah !
- DE GUICHE

J’ai
Des ordres. On assiège Arras.
- ROXANE

Ah !… on assiège ?…